# Agip
Agip (Azienda Generale Italiana Petroli) je italská firma zabývající se prodejem pohonných hmot, založená v roce 1926. Od roku 1953 je dceřinou společností nadnárodní ropné společnosti Eni.
V roce 2014 odkoupila síť čerpacích stanic Agip v České republice, kterých je 208, maďarská firma MOL.

## Logo
Šestinohého psa s plamenem u huby jako logo pro petrolejářskou společnost Eni pravděpodobně vymyslel před rokem 1950 Luigi Broggini. Tento letopočet uvádí novinář Dante Ferrari.
Společnost Eni v roce 1950 oficiálně vysvětluje, že nové logo se musí vázat k automobilovému průmyslu a to tak, že pes s jednou tlapou na zemi a ostatními ve vzduchu je jako náhle zabrzděný prudce jedoucí automobil a šest nohou tohoto imaginárního zvířete znamená čtyři kola automobilu plus dvě nohy řidiče.
Tento moderní kentaur může mít paralelu v africké mytologii, kde zvíře zobrazené s více končetinami znamená neobvyklé - nadpřirozené síly.
Plamen u huby můžeme přirovnat k stále hořícímu ohni u petrochemických závodů, např. v rafinérii v Kralupech nad Vltavou.